# Canó electromagnètic

Diagrama esquemàtic d'un canó electromagnètic.

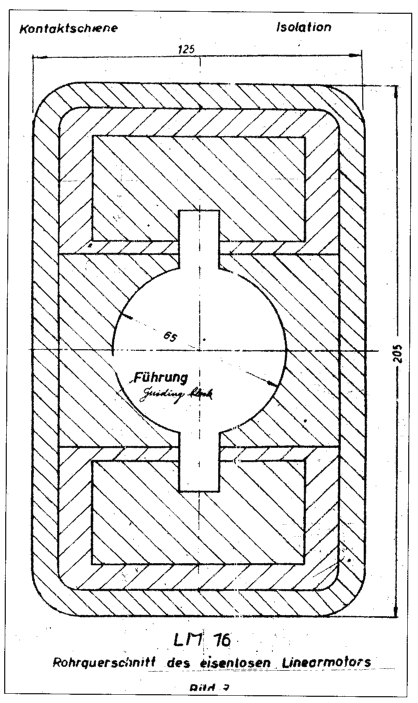
Diagrama mostrant el tall d'un canó electromagnètic alemany.

Un canó electromagnètic (de l'anglès rail gun) és una arma elèctrica que per mitjà d'un camp magnètic dispara projectils metàl·lics a alta velocitat.
Cal no confondre-ho amb el canó Gauss, una arma electromagnètica basada en principis totalment diferents del canó electromagnètic.

## Descripció general
El funcionament de l'arma es basa en el principi del motor homopolar: un parell de conductors paral·lels (els rails) són alimentats per un corrent elèctric. El projectil es col·loca fent contacte amb tots dos, per tancar el circuit. El corrent que es produeix interactua amb els forts camps magnètics generats pel pas de l'electricitat a través dels conductors i això accelera el projectil linealment en l'adreça dels rails.
La idea original d'aquest dispositiu va ser la d'usar-ho per disparar projectils a alta velocitat amb finalitats militars. No obstant això resulta difícil usar-ho com a arma a causa de l'enorme quantitat d'energia requerida per funcionar amb un mínim d'eficiència i a causa que l'espai que ocupen les fonts d'alimentació i condensadors que utilitzen per generar el camp magnètic fa que sigui molt difícil de transportar per a la infanteria. Així i tot, l'Armada dels Estats Units va anunciar una prova realitzada el 31 de gener de 2008 amb la finalitat d'equipar a les seves naus amb aquest tipus d'armes.

## Història

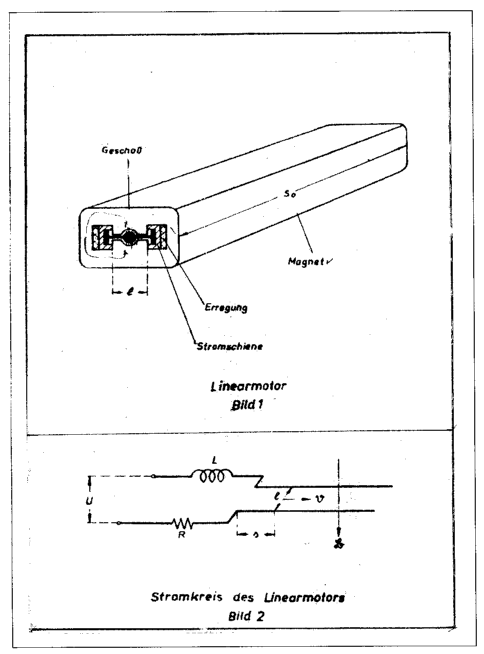
Diagrames del canó electromagnètic alemany.

Durant 1918, l'inventor francès Louis Octave Fauchon-Villeplee va inventar un canó elèctric que té una gran semblança amb el motor lineal. Va presentar una sol·licitud de patent als Estats Units l'1 d'abril de 1919, la que li va ser concedida al juliol de 1922 amb el núm. 1.421.435, com un "Aparell Elèctric per Propulsar Projectils". En el seu dispositiu, dues barres conductores paral·leles estan connectades per les aletes del projectil, i tot l'aparell està envoltat per un camp magnètic. En passar corrent per les barres i el projectil, s'indueix una força la qual impulsa el projectil al llarg de les barres i cap a l'exterior de l'aparell.
Durant la Segona Guerra Mundial la idea va ser ressuscitada per Joachim Hänsler de l'Oficina d'Armaments alemanya, i es va proposar un canó antiaeri elèctric. Per a la fi de 1944 s'havia treballat prou en el camp teòric per a permetre al Comando Antiaeri de la Luftwaffe emetre una especificació, la qual incloïa una velocitat de 2.000 m/s i un projectil contenint 0,5 kg d'explosius. Les armes serien muntades en bateries de 6 canons disparant 12 trets per minut i s'utilitzaria l'afuste existent del 12,8 cm FlaK 40. Mai es va construir. Quan la documentació va ser descoberta després de la guerra va despertar molt interès i es va fer un estudi més detallat, finalitzant amb un informe de 1947 que va concloure que era teòricament factible, però cada canó necessitaria energia suficient per a il·luminar la meitat de Chicago.
Durant 1950, Sir Mark Oliphant, un físic australià i primer Director de l'Escola d'Investigació d'Enginyeria i Ciències de la Física en la nova Universitat Nacional d'Austràlia, va iniciar el disseny i construcció del generador homopolar més gran del món (500 MJ). Aquesta màquina va ser usada per alimentar un canó electromagnètic de gran escala que va ser usat com a instrument científic.

## Teoria i construcció
Un canó electromagnètic consisteix en dos rails de metall paral·lels (d'aquí el nom) connectats a un subministrament de corrent elèctric. Quan un projectil conductor és inserit entre els rails (en l'extrem connectat a la font de corrent), aquest completa el circuit. Els electrons flueixen del terminal negatiu de la font d'energia al rail negatiu, creua el projectil, baixa pel rail positiu, i torna al subministrament de corrent.
Aquest corrent transforma al canó electromagnètic en un electroimant, creant un potent camp magnètic al voltant dels rails fins a la posició del projectil. El camp magnètic circula al voltant de cada conductor segons la regla de la mà dreta. Atès que el corrent està en adreça oposada al llarg de cada rail, el camp magnètic net entre els rails (B) és dirigit verticalment. En combinació amb el corrent (I) que creua el projectil, això produeix una força de Lorentz, que accelera el projectil al llarg dels rails. Existeixen també altres forces que empenyen el rail en altres sentits, però a causa que aquests estan muntats fermament, no poden moure's. El projectil es llisca al llarg dels rails, des de l'extrem que està connectat al subministrament d'energia, cap a l'altre.
Un enorme subministrament d'energia elèctrica, de l'ordre dels milions d'amperes crearan una tremenda força en el projectil, accelerant-ho a velocitats de diversos quilòmetres per segon (km/s). 20 km/s han estat aconseguits amb projectils petits injectats dins del canó electromagnètic. A pesar que aquestes velocitats són teòricament possibles, la calor generada en propulsar els projectils és suficient per erosionar els rails ràpidament. A causa d'això, seria necessari reemplaçar els rails freqüentment, o utilitzar materials resistents a la calor que puguin ser conductors per produir el mateix efecte.

### Consideracions en el disseny del canó electromagnètic

#### Materials
Els rails i els projectils han de ser construïts de materials forts i conductors; els rails han de sobreviure a la violència d'un projectil accelerat, i a la calor producte de les friccions i el pas del corrent elèctric. La força de reculada que s'exerceix sobre els rails és igual i oposada per força que impulsa el projectil. La ubicació de la força de reculada és encara objecte de debat. Les equacions tradicionals prediuen que la força de reculada actua en la "recambra" del canó. 	
Una altra escola de pensament invoca la Llei d'Ampere i afirma que actua al llarg dels rails (que és el seu eix més fort). Els carrils també es repel·leixen entre ells a través d'una força lateral causada pel camp magnètic, igual que el projectil. Els rails necessiten sobreviure a això sense doblegar-se, i han d'estar muntats en forma segura.

#### Consideracions de disseny
La font d'energia ha de ser capaç de lliurar un corrent molt gran, sostinguda i controlada, per un lapse de temps utilitzable. La mesura més important de l'eficàcia de la font d'energia és el corrent que pot lliurar. Al febrer del 2008, la energia més gran coneguda i utilitzada per a la propulsió d'un projectil d'un canó electromagnètic va ser de 32 milions de joules.
Els rails han de suportar enormes forces de repulsió durant el tret, i aquestes forces tendeixen a empènyer-los contra direcció i lluny del projectil. Quan s'incrementa la folgança entre el projectil i els rails es formen arcs elèctrics, la qual cosa provoca la ràpida vaporització i danys en la superfície dels rails i en els aïllants. Això limitava als primers investigadors a un únic tret entre reparacions del canó electromagnètic.
La inductància i la resistència dels rails i de la font d'energia limita l'eficiència d'un disseny de canó electromagnètic. Actualment, diferents tipus de rails i configuracions de canons estan sent provats, sent els més notables els de l'Armada dels Estats Units, l'Institut de Tecnologia Avançada i BAE Systems.

#### Dissipació de la calor
Enormes quantitats de calor són generades per l'electricitat que flueix a través dels rails, així com per la fricció del projectil en abandonar el dispositiu. La calor creada per la fricció pot ocasionar la dilatació dels rails i el projectil, augmentant encara més la calor per fricció. Això provoca tres problemes principals: la fusió dels equips, disminució de la seguretat del personal i la detecció per les forces enemigues.
Com s'explica breument més amunt, les forces involucrades en el llançament d'aquest tipus de dispositius requereixen un material molt resistent a la calor. En cas contrari els rails, el canó i tot l'equip connectat es fondran o es danyaran irreparablement.
En la pràctica els rails són, juntament amb tots els components del canó electromagnètic, erosionats amb cada tret; i els projectils poden ser objecte d'algun grau d'ablació també, i això pot limitar la vida del canó electromagnètic, en alguns casos severament.

### Fórmula matemàtica
En la física del canó electromagnètic, la magnitud del vector força pot determinar-se per la Llei de Biot-Savart i com a resultat de la Força de Lorentz. Pot derivar-se matemàticament en termes de la permeabilitat constant ({\displaystyle \mu _{0}}), el radi del rail (el qual s'assumeix de secció circular) ({\displaystyle r}), la distància entre els centres dels rails ({\displaystyle d}) i el corrent en amperes ({\displaystyle I}) com segueix:
Es pot demostrar de la llei de Biot-Savart que el camp magnètic a una distància {\displaystyle s} d'un cable conductor semi-infinit pel qual passa un corrent està donat per:

{\displaystyle \mathbf {B} (s)={\frac {\mu _{0}I}{4\pi s}}{\hat {\phi }}}

Així, a l'espai entre dos cables conductors semiinfinits separats per una distància {\displaystyle d}, la magnitud del camp és:

{\displaystyle B(s)={\frac {\mu _{0}I}{4\pi }}\left({\frac {1}{s}}+{\frac {1}{d-s}}\right)}

Per obtenir el camp magnètic mitjà a l'espai entre els dos cables, se suposa que {\displaystyle r} és petita en comparació de {\displaystyle d} i calcular la integral següent:
{\displaystyle B_{\text{avg}}={\frac {1}{d}}\int _{r}^{d-r}B(s){\text{d}}s={\frac {\mu _{0}I}{4\pi d}}\int _{r}^{d-r}\left({\frac {1}{s}}+{\frac {1}{d-s}}\right){\text{d}}s={\frac {\mu _{0}I}{2\pi d}}\ln {\frac {d-r}{r}}}
Per la llei de la força de Lorentz, la força magnètica sobre un cable conduint corrent està donada per {\displaystyle IdB}, per la qual cosa a causa que l'ample del projectil conductor és {\displaystyle d}, hem de

{\displaystyle F=IdB_{\text{avg}}={\frac {\mu _{0}I^{2}}{2\pi }}\ln {\frac {d-r}{r}}}

La fórmula està basada assumint que la distància ({\displaystyle l}) entre el punt on la força ({\displaystyle F}) és mesurada i el començament del rail és major que la separació dels rails ({\displaystyle d}) per un factor de prop de 3 o 4 ({\displaystyle l>3d}). S'assumeixen altres simplificacions; per descriure les forces en forma més precisa, la geometria dels rails i del projectil han de ser considerades.

## Coets
S'està estudiant el llançament de coets assistits electrodinàmicament. Les aplicacions espacials d'aquesta tecnologia implica bobines electromagnètiques especialment formades i imants superconductores. S'utilitzen materials compostos per a aquestes aplicacions.

## El canó electromagnètic com a arma

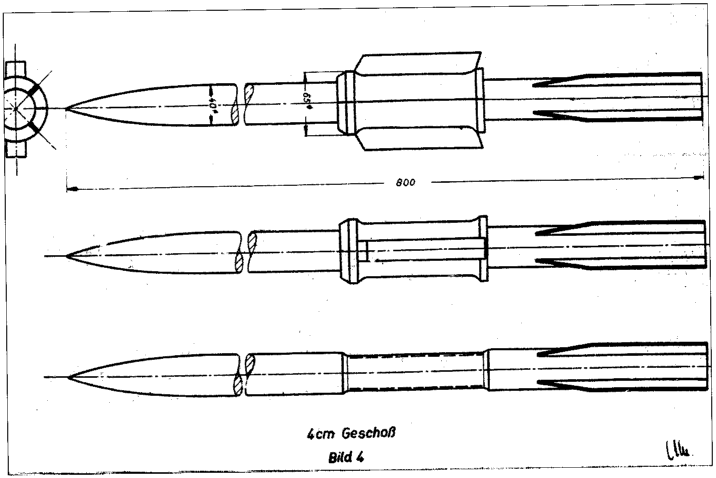
Dibuixos d'un projectil de canó elèctric.

Es va començar a investigar amb el canó electromagnètic disparant projectils que no contenien explosius, però amb velocitats extremadament altes: 3.500 m/s (aproximadament Mach 10 al nivell del mar) o més (per a comparació, el fusell M16 calibre 5,56 x 45 OTAN té una velocitat en boca de 930 m/s, i el FN FAL calibre 7,62 x 51 OTAN, 840 m/s), la qual cosa li dona una energia cinètica igual o superior a la generada per un projectil amb explosiu de major massa. Això permet transportar major munició i eliminar el risc d'implicar explosius en un tanc o un vaixell de guerra. A més, en disparar a major velocitat té més abast, amb menor caiguda de la bala i menor desviació pel vent, passant per alt el cost i les limitacions físiques de les armes convencionals ? "els límits de l'expansió dels gasos prohibeixen llançar un projectil no assistit a velocitats majors d'1,5 km/s i abastos superiors als 80 km en un sistema d'arma convencional."
Si fos possible construir una arma automàtica de tir ràpid amb aquesta tecnologia, el canó electromagnètic tindria altres avantatges agregats a la velocitat de tir. El mecanisme de tret d'una arma de foc convencional ha de moure i acomodar el projectil i la càrrega propulsora, mentre que en un canó electromagnètic només és necessari moure el projectil. A més, el canó electromagnètic no necessita extreure una beina servida de la recambra, per la qual cosa pot col·locar-se una munició fresca immediatament després de fer el tret.

### Proves

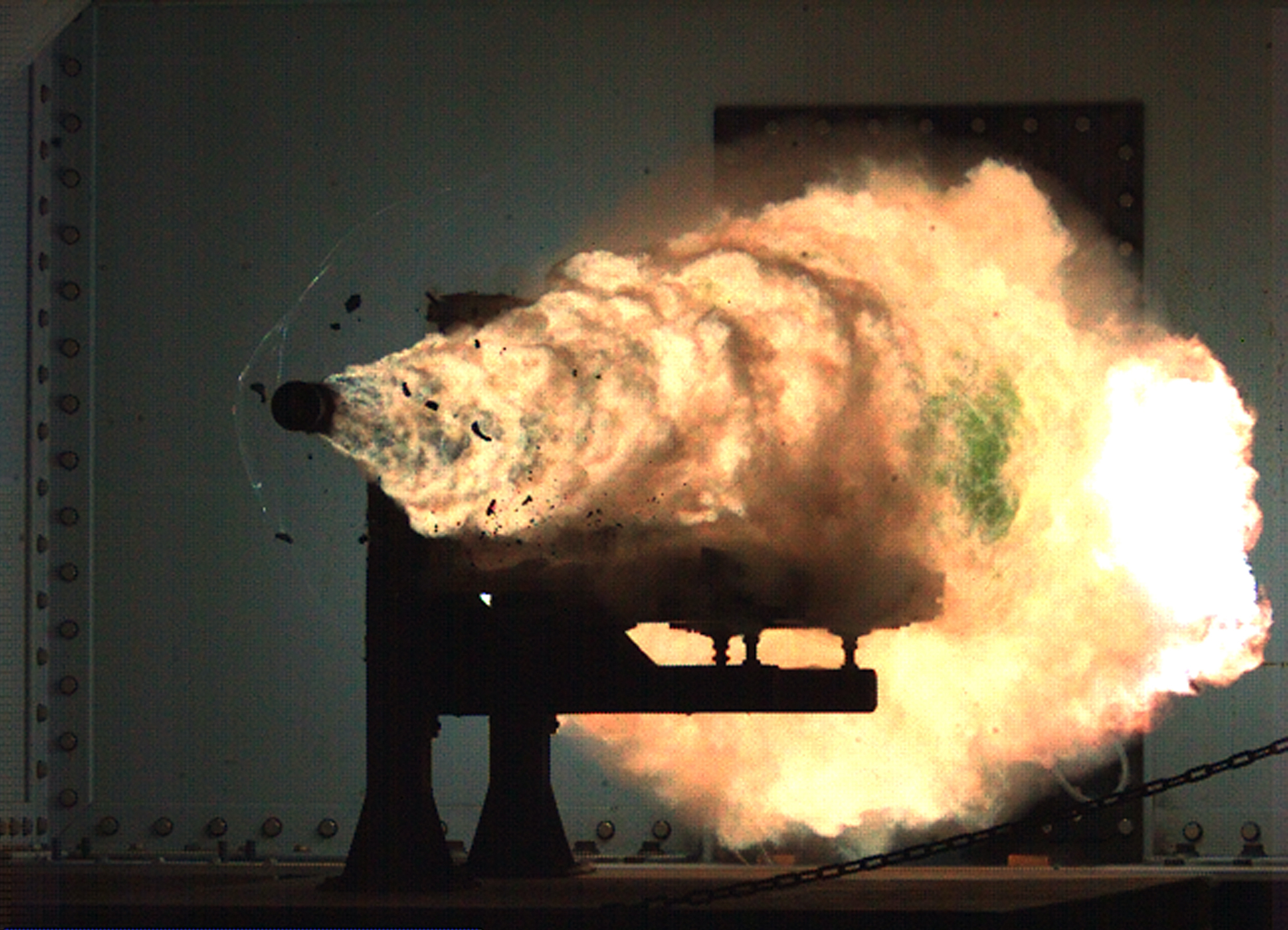
Prova de tret amb un canó electromagnètic al Centre Naval de Guerra de Superfície (Surface Warfare Center) el gener de 2008. Es va disparar un projectil de 3,2 kg a 2.520 m/s, generant 10,64 megajoules.

S'han construït i disparat models a escala real, incloent-hi un canó de 90 mm i 9 megajoules d'energia cinètica amb gran èxit, desenvolupat pel DARPA dels Estats Units. Encara han de resoldre's problemes de desgast del rail i de l'aïllant abans que el canó electromagnètic comenci a reemplaçar l'artilleria convencional. Probablement el més antic sistema consistent i reeixit va ser construït per la Defence Research Agency del Regne Unit en el Dundrennan Range en Kirkcudbright, Escòcia. Aquest sistema ha estat funcionant durant més de 10 anys i com a camp de proves de balística intermèdia, externa i terminal, establint diverses marques de massa i velocitat.
El VTI de Iugoslàvia (VTI, Institut de Tecnologia Militar) va desenvolupar, en un projecte anomenat EDO-0, un canó electromagnètic de 7 kJ d'energia cinètica, en 1985. El projecte EDO-1, successor de l'anterior, es va crear en 1987, usant projectils amb una massa de 0,7 g aconseguint velocitats de 3.000 m/s, i amb una massa d'1,1 g aconseguia velocitats de 2.400 m/s. Usava un "canó" de 70 cm. D'acord amb els quals van treballar en ell, amb altres modificacions va ser capaç d'aconseguir una velocitat de 4.500 m/s. L'objectiu era aconseguir una velocitat de 7.000 m/s. Al dia d'avui, és considerat un secret militar.
Les Forces Armades dels Estats Units estan finançant els experiments amb els canons de rail. En l'Institut de Tecnologia Avançada de la Universitat de Texas a Austin, es va desenvolupar un canó electromagnètic militar amb capacitat d'enviar un projectil antiblindatge de tungstè amb una energia cinètica de 9 megajules. 9 MJ és suficient energia per enviar un projectil de 2 kg a 3 km/s; a aquesta velocitat un dard de tungstè o un altre material dens pot penetrar fàcilment un tanc, i fins i tot travessar-ho de costat a costat.
El Centre Naval de Guerra de Superfície (Surface Warfare Center), Divisió Dahlgren, dels Estats Units, ha mostrat un canó electromagnètic de 8 MJ disparant projectils de 3,2 kg a l'octubre del 2006, com a prototip d'una arma de 64 MJ que serà emplaçada a bord dels vaixells de guerra de la Marina. El principal problema de la Marina en implementar un canó electromagnètic, és el desgast de l'arma, a causa de la immensa calor generada en el tret. S'espera que aquestes armes siguin prou potents per a fer un dany alguna cosa major al produït per un míssil BGM-109 Tomahawk a una fracció del seu cost. Des de llavors, BAE Systems ha enviat un prototip de 32 MJ a la Marina.
A causa d'alta velocitat inicial que es pot aconseguir amb un canó electromagnètic, hi ha interès a usar-los contra míssilés d'alta velocitat.
El 31 de gener de 2008 la US Navy va provar un canó electromagnètic que va disparar un projectil amb una energia de 10,64 MJ amb una velocitat inicial de 2.520 m/s. S'espera que aconsegueixi més de 5,8 km/s de velocitat inicial, amb una precisió suficient per aconseguir un blanc de 5 metres a més de 200 milles nàutiques (463 km), amb una velocitat de tret de 10 tirs per minut. S'espera que estigui llest entre l'any 2020 i l'any 2025. Arxivat 2010-07-26 a Wayback Machine.
El 30 de gener de 2012 un prototip de l'oficina d'investigació naval dels EUA, va disparar un projectil amb una energia d'uns 32 MJ (megajoules) arrodonint la velocitat de 8.960 km/h, 7,26 vegades la velocitat del so, no obstant això el prototip no és més que el sistema disparador, i a la data no compta amb un sistema de punteria, però una vegada desenvolupat hauria de ser capaç d'impactar objectius que es trobin fins a 180 km.

## En la ficció
El caràcter experimental d'aquesta arma ha fet que aparegui en nombroses obres de ficció, en diferents suports.
A la sèrie The Expanse de la cadena SyFy, basada en la sèrie de novel·les homònimes de James S.A. Corey, les naus de guerra marcianes amb tecnologia Stealth estan equipades amb canons electromagnètics, mentre que la Terra disposa de canons electromagnètics d'abast interplanetari, capaços de fer blanc en pocs segons en les bases marcianes.
En la pel·lícula Eraser, la corporació antagonista dissenya un fusell de rail, que planegen vendre il·legalment.
En la pel·lícula Transformers: Revenge of the Fallen, un destructor de la Marina (USS Kid) posseeix un prototip de canó electromagnètic el qual utilitza per destruir al constructicon Devastator.
En Transformers Generation 2 l'equip de Cobra desenvolupa el canó electromagnètic equipant-ho als seus tancs, Megatron se sorprèn amb la potència del canó així que a canvi de tecnologia cybertroniana, ells li fabriquessin un nou cos portant un canó electromagnètic.
En la saga de videojocs Quake, el canó electromagnètic és una de les armes més potents, disparant càrregues d'urani. Encara que de baixa cadència, un o dos trets són suficients per destruir a la majoria dels enemics.
En la sèrie Stargate es pot observar que les naus Tau'ri classe Daedalus (BC-304) van ser equipades amb torretes de canó electromagnètic, sent aquestes el seu armament principal, fins abans de la implementació dels canons de plasma Asgard. Fins i tot, en el capítol de Stargate Atlantis "El lloc d'Atlantis", els reforços arribats de la Terra col·loquen molts canons de rail al llarg de la ciutat-nau d'Atlantis, per defensar-la de la invasió dels Wraith.
En el videojoc Parasite Eve II pot desbloquejar-se un canó electromagnètic com a arma secreta. Els seus trets fan un dany devastador, ja que la majoria d'enemics no resisteix més d'un impacte.
En el videojoc de temps real Empires & Allies, per mitjà de l'element de l'aigua es troben a alguns cuirassats amb aquest tipus de canó als quals se'ls denomina: El Corb, que compta amb 2 canons de rail, un avanci i un altre enrere. Cuirassat amb canó electromagnètic, que igual que l'anterior compta amb 2 canons al davant i al darrere. Yamato II (Elit i Normal) que compten amb 4 canons de rail, dos avanci i dos enrere. Cuirassat caça bombarder, que a diferència dels altres cuirassats, solament compta amb un canó electromagnètic en la part posterior. El Carnisser, que compta amb 2 canons de rail en la part posterior, a més que és el primer Cuirassat a desbloquejar-se amb aquest tipus d'arma, Per l'element de la terra, solament es troben 2 vehicles, El Buggy Serval, que compta amb dos canons de rail en la part superior. Titan, és un Robot d'alta tecnologia, que al principi no comptava amb aquesta arma, però a mesura que s'avançava en la missió, aquests milloraven a tal grau de comptar amb dos canons de rail grans simulant ser els braços del tità. Per l'element de l'Aire, fins al moment no es troba cap Vehicle amb aquesta classe d'arma.
En l'anime Black Cat, el seu protagonista, Train Heartnet, en recuperar-se de l'efecte d'unes nanomàquines, va aprendre a aprofitar l'electricitat que va quedar en el seu cos per utilitzar la seva pistola com un canó electromagnètic, encara que amb el temps va perdre aquest poder.
En el videojoc Metal Gear Solid: Peace Walker un dels enemics amb IA no tripulats (Chrysalis) posseeix aquesta arma.
En el videojoc Metal Gear Solid 2 un dels personatges secundaris, Fortune, usa el canó electromagnètic com a arma.
En el videojoc Metal Gear Solid el canó principal del tanc bípede REX, és un canó electromagnètic, amb el qual dispara míssils tant de curt abast, com a nuclears.
En el videojoc Metal Gear Solid 4 el protagonista pot obtenir un canó electromagnètic després de derrotar a Crying Wolf, una membre de l'esquadró The Beauty and The Beast.
En el videojoc Metal Gear Solid V: The Phantom Pain el canó principal del tanc bípede Sahelanthropus, té un canó de rail.
En el Joc Warhammer 40.000, la raça d'alienígenes coneguda com a Tau usa canons de rail com a la seva principal peça d'artilleria, equipant amb ella naus espacials com el Creuer Classe Heroi (Hero Class), o en els seus tancs com el tanc Cap de Martell (Hammerhead gunship) i en armadures de combat com en les XV-88 Apocalipsis (XV-88 Broadside BattleSuit), dins d'aquest joc el canó electromagnètic és considerat un dels millors canons que hi ha.
En el Videojoc Fire Warrior de PS2, basat també en l'univers de Warhammer 40.000 apareix com una arma que pots usar una versió prototip d'un canó electromagnètic compacte que funciona com un fusell de franctirador. Aquesta versió també aquesta disponible per als Exploradors Tau (pathfinders) i Drones Franctiradors (Sniper Drones), en el Joc Original de Warhammer 40.000.
En el videojoc S4league, un MMOTPS apareix com una arma franctirador que en estar carregada elimina a qualsevol d'un cop.
En el videojoc de survival horror Resident Evil 3: Nemesis, Jill usa un canó electromagnètic per destruir a Nemesis.
En el MMORPG EVE Online la raça Gallente utilitza principalment canons de rail en les seves naus com a arma.
En Halo 4, el Cap Mestre té entre el seu arsenal un canó electromagnètic anomenat ARC-920 (Asimetrical Recoiless Carbine; Carabina Asimètrica sense Reculada-920 en anglès)
En el videojoc Metre 2033, l'Expansion Ranger Pack té el Volt Driver, un canó electromagnètic que dispara projectils metàl·lics de 15 mm, sent el més poderós del joc per projectil usat.
En el videojoc Grand Theft Auto V, és una arma desbloquejable després de la missió "Minor Turbulence".
En el DLC ``Final Stand´´ del videojoc Battlefield 4, es troba un canó electromagnètic com a objecte recol·lectable en els mapes del DLC
En l'anime To Aru Kagaku no Railgun la protagonista és una adolescent amb poders elèctrics sobrenomenada Railgun perquè és capaç de disparar monedes com a projectils amb la mà.